# Strada statale 19 quater delle Calabrie
La strada statale 19 quater delle Calabrie (SS 19 quater) è una strada statale italiana.

## Percorso
Il tracciato è lungo 14,697 km e si snoda nel comune di Catanzaro, collegando il capoluogo con la strada statale 106 Jonica a Catanzaro Lido.